# Rita Kőbán
Rita Kőbán (Boedapest, 10 april 1965) is een Hongaars kanovaarster.
Kőbán won tijdens de Olympische Zomerspelen 1988 een zilveren medaille in de K4 500m en werd vierde in de K1 500m. Vier jaar later werd ze olympisch kampioen in de K4 500m, zilver in K1 500m en brons in de K2 500m. Nog eens vier jaar later in 1996 werd ze opnieuw olympisch kampioen in de K1 500m ditmaal en werd ze vierde in de K2 500m. Op de Spelen van 2000 veroverde ze nog een zilveren medaille in de K4 500m en een 6de plaats in de K1 500m; op deze Spelen was ze ook vlagdraagster op de openingsceremonie.
Kőbán werd negen keer wereldkampioen, werd tien keer tweede en zes keer derde, daarnaast werd ze twee keer Europees kampioen en twee keer veroverde ze zilver.

## Belangrijkste resultaten

### Olympische Zomerspelen
| Editie | Plaats    | Resultaten              |
| ------ | --------- | ----------------------- |
| 1988   | Seoel     | K4 500m 4e K1 500m      |
| 1992   | Barcelona | K4 500m K1 500m K2 500m |
| 1996   | Atlanta   | K1 500m 4e K2 500m      |
| 2000   | Sydney    | K4 500m 6e K1 500m      |

### Wereldkampioenschappen vlakwater
| Jaar | Plaats      | Resultaten                                      |
| ---- | ----------- | ----------------------------------------------- |
| 1985 | Mechelen    | K2 500m · K4 500m                               |
| 1986 | Montreal    | K4 500m                                         |
| 1987 | Duisburg    | K4 500m                                         |
| 1989 | Plovdiv     | K4 500m                                         |
| 1990 | Poznań      | K4 500m                                         |
| 1991 | Parijs      | K1 500m · K4 500m                               |
| 1993 | Kopenhagen  | K1 5000m · K4 500m                              |
| 1994 | Mexico-Stad | K1 200m · K2 200m · K4 200m · K1 500m · K4 500m |
| 1995 | Duisburg    | K1 200m · K1 500m · K4 500m                     |
| 1998 | Szeged      | K4 200m · K2 200m · K2 500m                     |
| 1999 | Milaan      | K4 200m · K4 500m · K1 200m · K1 500m           |

### Europese kampioenschappen kanosprint
| Jaar | Plaats | Resultaten                   |
| ---- | ------ | ---------------------------- |
| 1999 | Zagreb | K1 200m                      |
| 2000 | Poznań | K1 200m · K1 500m · K4 1000m |

1948: Karen Hoff ·
1952: Sylvi Saimo ·
1956: Jelizaveta Dementjeva ·
1960: Antonina Seredina ·
1964: Ljoedmila Pinajeva-Chvedosjoek ·
1968: Ljoedmila Pinajeva-Chvedosjoek ·
1972: Joelia Rjabtsjinskaja ·
1976: Carola Zirzow ·
1980: Birgit Fischer ·
1984: Agneta Andersson ·
1988: Vanja Gesjeva ·
1992: Birgit Schmidt-Fischer ·
1996: Rita Kőbán ·
2000: Josefa Idem-Guerrini ·
2004: Natasa Janics ·
2008: Inna Osipenko-Radomska ·
2012: Danuta Kozák ·
2016: Danuta Kozák ·
2020: Lisa Carrington ·
2024: Lisa Carrington
1984: Agafia Constantin & Nastasia Ionescu & Tecla Marinescu & Maria Ştefan ·
1988: Anke Nothnagel & Ramona Portwich & Birgit Schmidt-Fischer & Heike Singer ·
1992: Kinga Czigány & Éva Dónusz & Rita Kőbán & Erika Mészáros ·
1996: Birgit Fischer & Manuela Mucke & Ramona Portwich & Anett Schuck ·
2000: Birgit Fischer & Manuela Mucke & Anett Schuck & Katrin Wagner-Augustin ·
2004: Birgit Fischer & Carolin Leonhardt & Maike Nollen & Katrin Wagner-Augustin ·
2008: Fanny Fischer & Nicole Reinhardt & Katrin Wagner-Augustin & Conny Waßmuth ·
2012: Krisztina Fazekas & Katalin Kovács & Danuta Kozák & Gabriella Szabó ·
2016: Tamara Csipes & Krisztina Fazekas-Zur & Danuta Kozák & Gabriella Szabó ·
2020: Kozák & Csipes & Kárász & Bodonyi ·
2024: Carrington & Hoskin & Brett & Vaughan